# منائیان
مَنائیان یا ماننا در آغاز هزارهٔ‌ یکم پیش از میلاد یکی از کوچک‌ترین تشکیلات دولتی لولویی و کوتی بود و جدا از اتحادیه قبایل ماد وجود داشت. آنها نخستین قبایلی بودند که تشکیلات دولتی را در جنوب غربی دریاچه ارومیه به پایتختی شهر ایزیرتو واقع در حاشیه شهرستان بوکان  تشکیل دادند و از قرن هشتم پ.م بارها با آشور و اورارتو به مبارزه برخاستند و در واقع مغلوب هیچ‌یک از دولت‌های مزبور نشدند. با این وجود دولت منایی  به مراتب کمتر از دیگر دولت بزرگ آن زمان یعنی آشور، اورارتو، ایلام و فریجیه (فریگیا، فریگیه) شهرت داشت.

## پیشینهٔ تاریخی
در زمان ورود آریاییان و چند قرن پس از آن، تجمع فشرده اقوام و قبایل مختلف (بومیان و مهاجران) در شمال و شمال غربی ایران باعث پیدایش دولت‌های محلی چون مننا و الیپی در غرب ایران گردید که هر کدام قلمرو خاص خود را داشتند؛ و در سالنامه‌های آشوری از آن‌ها بسیار نام برده شده‌است. مننائیان شامل اتحادی از قبایل بودند که قبیله مننا سرآمد ایشان بود. دولت مننا در دهه نخست سده هفتم پ.م. جزئی از پادشاهی بزرگ ماد به‌شمار می‌رفت.

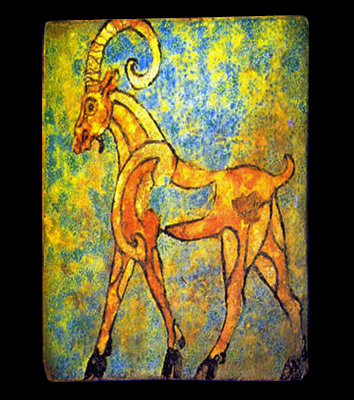
آجر لعاب دار بوکان که یک بز بالدار را به تصویر می‌کشد. از موزه شرق باستان توکیو ژاپن ۱۹۸۳

 مننا از غرب و شمال‌غربی با آشوریان و اورارتوئیان مرز مشترک داشت مرزهای شمالی مننا احتمالاً تا رودخانه ارس امتداد داشت از مشرق با قبایل ماد و تا سفیدرود قلمرو منناها (مانا) محسوب می‌شد. از جنوب با الی‌پی و عیلام محتملا مرز مشترک داشته‌است. 
پایتخت مَنایی‌ها قلعه ایزیرتو واقع شهرستان بوکان کنونی در استان آذربایجان غربی حدس زده‌شده. از طرفی بر اساس منابعی همچون کتاب تاریخ ایران از آغاز تا اسلام نوشته رومن گیرشمن مرکز فرماندهی و دژ اصلی و پایتخت ماناها در محدوده قلعه زیویه قرار داشته که بعدها مورد تهاجم سکاها و مادها قرار گرفت.
ابنیه و آثار تمدنی منائیان بیشتر در استان کردستان و استان آذربایجان غربی بوده، گنج زیویه و آثار کشف شده در قلایچی بوکان و دژ حسنلو را به منناها نسبت داده‌اند. در کاوش‌های تپه‌حسنلو و شهر زیویه (سقز) نیز آثار باستانی مننایی به دست آمده‌است.

## آشوریان و مننا
از کتیبه‌های از زمان سلطنت سارگون دوم پادشاه آشور چنین بر می‌آید که بین سال‌های ۷۰۵–۷۲۱ پ.م. اتباع بیگانه توسط آشوری‌ها در فلات ایران و سرزمین ماد اسکان داده شده‌اند. سارگون دوم در کتیبه خویش به تسلیم شدن شاه مننا اشاره کرده سپس از بخشیده شدن او خبر می‌دهد و چنین می‌گوید: 

شاه مننا (ایرانزو) شخصاً به اتفاق بزرگان و شیوخ و مشاوران و خویشاوندان و حکّام و سرانی که کشور وی را اداره می‌کردند در مرز به پیشواز من آمد. آنگاه شاه مننا پیش از آنکه سارگون دوم عملیات جنگی را آغاز کند تقاضا کرد که بخاطر توهین‌هایی که به وی شده انتقام گرفته شود و در این مورد هم تقاضای خویش را به اتفاق مشاوران بزرگ کشور خود به عمل آورد.
در نبشته‌ای دیگر شاه آشور در ضیافتی از جانشین و پسر ایرانزو یاد می‌کند:
در مقابل اولوسونو، شاه مننا میز مهمانی را بگستراندم، تخت و مقام سلطنتی او را نسبت به مقام پدرش بلند مرتبه تر کردم، سرکردگان مننا را برابر و هم ردیف با سرکردگان آشور بر سر سفره مهمانی نشاندم، در مقابل خدای آشور و خدایگان سرزمین خودشان به درازی حکمرانی من دعای خیر کردند.
محتوای این کتیبه‌ها نشانگر آن است که در آن مقطع زمانی مننا متحد آشور به‌شمار می‌رفت.
سارگون دوم همان‌طور که ایرانزو تقاضا کرده بود در سال ۷۱۴ (پیش از میلاد) بعد از مطیع کردن ایالت پارسوا به منطقه مننائی سوریگاش که در آنزمان در دست اورارتو بود حمله کرده بعد از تصرف و به ایرانزو تحویل داد. البته طبق رسم دیرین اموال منقول و اسیران از آن شاه آشور بود و اموال غیره منقول یا اراضی مفتوح نصیب مننا می‌شد.
با اینکه سارگون دوم همیشه ماد را مورد حمله و تجاوز قرار می‌داد ولی شاه آشور بنا به عقد اخوتی که با اولوسونو پسر ایرانزو بسته بود با مننا به صورت یک دوست و متحد رفتار می‌کرد و به قولی که به شاه مننا داده بود عمل کرده و اراضی غربی مننا را که در مدت نزدیک به یک قرن در اختیار اورارتو بود گرفته و در اختیار دولت مننا قرار داد. سارگون دوم که حالا شاه مننا را مدیون خود کرده بود، چند ماه بعد متوجه ماد مرکزی شد و در این تجاوزات بی‌پایان عاقبت در سال ۷۰۵ (پیش از میلاد) توسط جنگجویان قبایل کولومان ظاهراً ساکن در اراضی الیپی به هلاکت رسید.

## تشکیلات دولتی منا
علت گمنامی و عدم شهرت مننا بیشتر بدان سبب است که هنوز کتیبه‌ها یا سنگ نبشته‌هایی از شاهان ماننا مکشوف نگشته و در دست نیست و در هیچ‌یک از شهرهای ماننا حفریاتی به عمل نیامده است؛ و ناگزیر تمام اطلاعات مربوط به این دولت را از سال‌نامه‌های آشوری و اورارتویی کسب می‌شود و منابع مزبور اوضاع دولت منا را در دوران فتوحات آشور یا اورارتو یعنی عصر ناکامی‌ها و شکست‌های ماننا شرح می‌دهند.
مع‌هذا حتی منابع موجود نیز تا اندازه‌ای احیای تاریخ ماننا را اجازه می‌دهند. کشور ماننا بعدها از لحاظ فرهنگ و تمدن و اقتصاد هستهٔ پادشاهی ماد را در قرن ششم پ.م. تشکیل می‌داد.
شاهان مننا که در تمام مقطع زمانی متحد سلاطین آشور بودند و در طول دوران سیادت‌شان عامل دومی رقیب آشور گشت که آن دولت اورارتو بود. سیاست شاهان مننا سودجویی و استفاد از فرصت اختلاف و جنگ میان آشور و اورارتو شده و بر قدرت خویش افزوده و سراسر ناحیهٔ دریاچهٔ ارومیه را به زیر اطاعت خویش درآوردند. شاید به استثنای کرانهٔ غربی و بخش شمالی دریاچهٔ ارومیه که در دست اورارتو باقی‌ماند. محتملا مننا از طرف شمال با پادشاهی سکاها هم‌مرز شد.
حکومت شاهان مننا سرانجام در سال ۶۱۶ (پیش از میلاد) توسط مادها و پیش از حمله ماد به آشور ۶۱۴ (پیش از میلاد) منقرض شد.

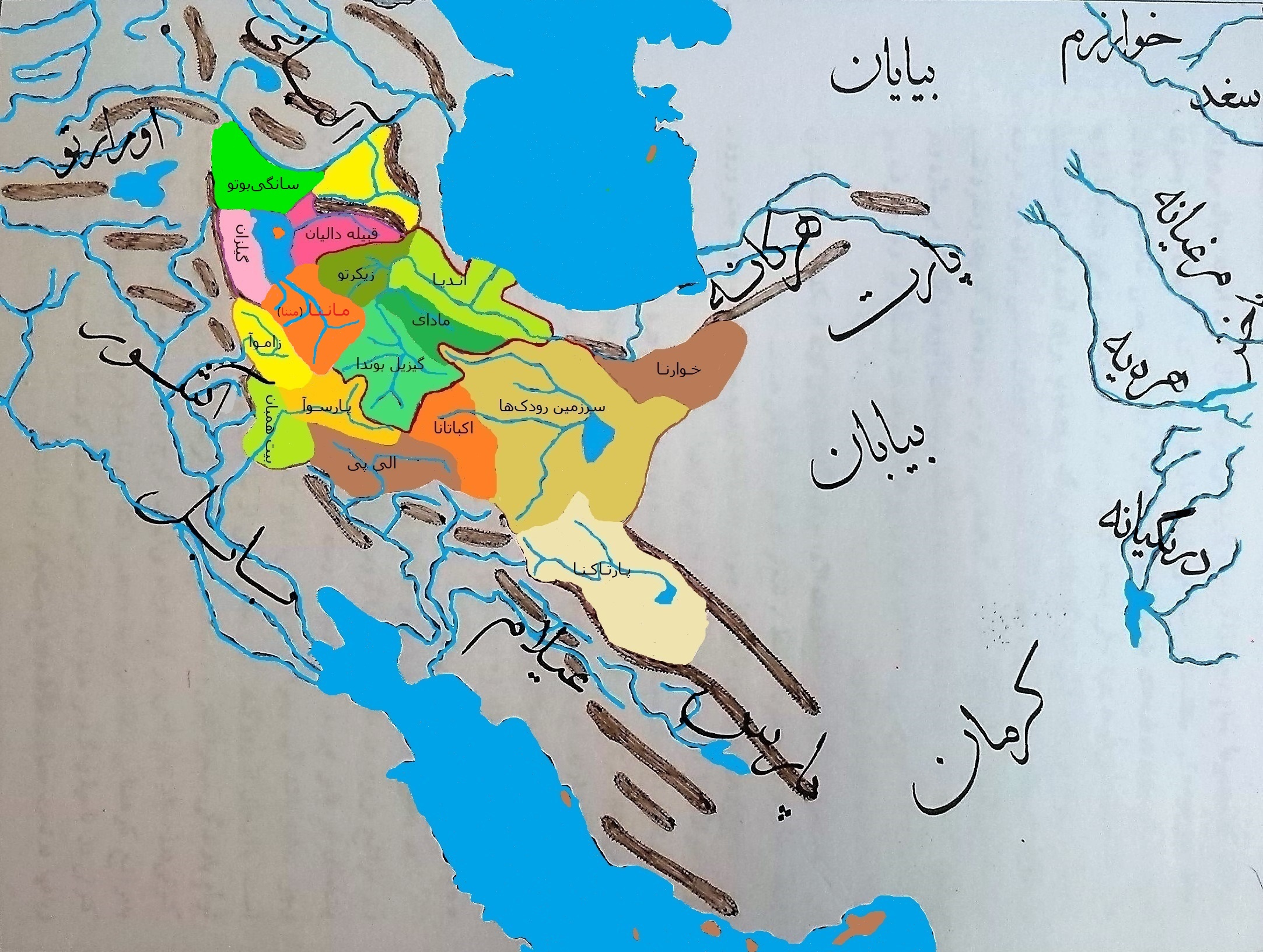
جغرافیای مننا

### جغرافیای مننا
در طی دههٔ دوم قرن هشتم ۷۲۰ (پیش از میلاد) لشکرکشی‌های آشور به سوی مشرق موقتاً قطع شد. در حدود سال ۷۲۰ وضع سیاسی کشور مننا به قرار زیر بود: اقصای شمال، آنسوی دریاچهٔ ارومیه تحت تصرف اورارتو قرار داشت؛ و به تقریب  آذربایجان به‌طور مستقیم یا غیرمستقیم تحت حکومت ایرانزو پادشاه مننا بود؛ ولی در مرزهای آن پادشاهی متصرّفات فرمانفرمایان نیمه مستقلی قرار داشتند که برای موجودیت ماننا خطرناک بودند که این‌ها به ایالات زیر تقسیم می‌شدند:
- زیکرتو: در ناحیهٔ میانه کنونی
- آندیا: در بخش سفلای درّهٔ قزل اوزن، سفیدرود و سرزمین دیاکو به احتمال قوی در بخش علیای همین درّه
- سوریگاش: ناحیهٔ سقز کنونی.
- مسی: بخش علیای زرینه رود.
- اوئیش دیش: ناحیهٔ مراغه در کرانهٔ شرقی دریاچه ارومیه.
- آرسیانشی:
- ایزیرتا یا ایزیرتو: منطقهٔ بوکان و قلعه زیویه
- ارشته یانا: و غیره که همهٔ این‌ها تابع مننا بودند.

در مرز میان آشور و منا پادشاهی‌های آلابریا و کارالا در قسمت بالای زاب کوچک و شاخه‌های علیای آن قرار داشتند که تا حدّی تابع آشور بودند. در نقاط جنوبی‌تر و شرقی‌تر ماننا کماکان ایالات بسیار کوچک و مستقل وجود داشتند که با ماننا یا آشور مربوط بوده یا به‌کلی مستقل بودند و بیشتر آن‌ها مشمول مفهوم سرزمین مادای یعنی اتحادیه قبایل ماد می‌شدند ولی اتحادیهٔ مزبور در آن زمان به هیچوجه اظهار وجود نمی‌کرد. از میان آن‌ها فقط پادشاهی الی پی نزدیک کرمانشاه کنونی به سبب مجاورت با دولت بزرگی چون شوش تا اندازه‌ای ممکن بود خود را از تعرّض آشور مصون بدارد و به این علّت نسبتاً قوی و مهم به‌شمار آید.
ظاهراً حکّام یا جانشینانی که در منابع آشوری از ایشان سخن گفته شده، در رأس این ایالات قرار داشته‌اند. به ظن قوی حدود ایالات مزبور همان حدود قلمرو قبایل بود. «کدخدایان یا صاحبان دهکده‌ها از سیماهای خاص اداری منا به‌شمار می‌رفتند و در اتحادیه قبایل ماد نیز از ویژگی‌های مهم آن شمرده می‌شدند. بدین سبب دربارهٔ این اصطلاح عجالتاً بدین اکتفا می‌شود که مقصود پیشوای قبیله یا رئیس جماعت عشیرتی یا عرضی است.

## جامعه مننا
مدارک زیادی دربارهٔ سازمان اجتماعی و دولتی مننا وجود ندارد. ساکنان مننا مانند دیگر نواحی، بیشتر به دامداری اشتغال می‌ورزیدند مع‌هذا در هیچ‌یک از بخش‌های سرزمین ماد آینده زراعت، در ردیف دامداری، چنان اهمیتی را که در منا واجد بوده، نداشته‌است. مثلاً در هنگام لشکرکشی سارگون دوم به اورارتو در سال - ۷۱۴ پ.م. - اهالی مننا آرد لشکریان آشور را تأمین کردند.
جامعهٔ مننا سازمان قبیله‌ای را تا حدّ معتنابهی حفظ نموده بود. این نکته جالب است که متون اورارتویی دولت مزبور را کشور مانا می‌خوانند ولی منابع آشوری تقریباً همیشه آن را کشور ماننا می‌نامند. آثار باقیه از آشوریان، گذشته از منناییان از بسیاری قبایل دیگر نیز که جزو کشور مننا بودند نام می‌برند از قبیل تئورلی‌یان، مسیّ‌یان، دالی‌ییان، سونبی‌یان، کوموردیان.
در منا بقایای فراوان از دوران جماعت بدوی در زندگی و رسوم مردم وجود داشته و مردم هنوز در حیات اجتماعی با فعالیت تمام شرکت می‌کردند. بعدها، چنان‌که به نظر خواهد رسید، در مننا مردم علیه یکی از شاهان آن کشور شورش کردند و این در تاریخ مشرق زمین - در آن عصر و دوران - پدیده‌ای بی‌نظیر بود زیرا آنچه غالباً در آنجا وقوع یافت تبّدلات درباری توأم با اعمال زور و توطئه‌های حرم یا عصیان بزرگان و لشکریان بود نه شورش مردم. مطالبی نیز دربارهٔ شورش‌های مردم علیه ستمگران بیگانه در دست است. اما برافراشتن عَلم عصیان علیه ستمگران خودی حاکی از چنان فعالیت اجتماعی و تعاون درونی عامّّهٔ مردم است که دیگر اقوام، به سبب برخی شرایط «جامعهٔ بنده‌داری شرقی»، در آن زمان فاقد آن بودند.
فقدان فشار بر آزاد مردان نیز در خصوصیت سازمان دولتی مننا مؤثر بود. ظاهراً پادشاه مننا امور ملک و دولت را با استبداد رأی اداره نمی‌کرد و فعال مایشاء نبود بلکه قدرت شورای شیوخ محدودش می‌نمود. منظور از سازمان دولتی مننا همان سازمانی است که در آغاز تاریخ جامعهٔ طبقاتی وجود داشته و «شورای شیوخ» نامیده می‌شده و از بقایای سازمان جماعت بدوی بوده، ولی واقعاً چون سلاحی برای اعمال فشار و تجاوز طبقه‌ای بر طبقهٔ دیگر از آن استفاده می‌شده و سلف بوله یونانیان و سنای رومیان شمرده می‌شده. متن سارگون دوم دربارهٔ ترکیب سازمان مزبور نیز توضیح وافی می‌دهد، زیرا که «مشاوران کشور او» که در مورد ثانی مذکور است مسلماً همان «شیوخ و مشاوران و خویشان و حکّام و سرکردگان» هستند که در مورد اول ذکر شده‌است. «بزرگان» یعنی اعیان کشور مننا که در شورای شیوخ عضویت داشتند عبارت بودند از متشخّصان اصیل و پیشوایان و سران محلّی و کسان و خویشاوندان شاه و حکّام، که البته از میان اعیان اصیل محلّی و کسان شاه انتخاب می‌شدند.
بنابر این می‌توان گفت که دولت مننا در مرحلهٔ نخستین جامعهٔ طبقاتی بود که شاه و شورای شیوخ - مرکب از بزرگان اصیل - متفقاً آن را اداره می‌کردند و عامهٔ مردم آزاد که با حکومت خاندان‌های عمده در مبارزه بودند، هنوز فعالیت قابل ملاحظه‌ای ابراز می‌داشتند.
در گزارش‌های جنگی سارگون دوم بارها در مورد نواحی متنازع‌فیه میان اورارتو و مننا از تولیدات کشاورزی نواحی مزبور سخن رفته‌است. در تورات از نوعی گندم یاد شده‌است بنام «می‌نیت» که می‌توان مننایی تعبیر کرد. گرچه ممکن است این کلمه از نام جماعت «می‌نیت» در ماوراء اردن مشتق باشد در شهر صور که از بلاد فنیقی بوده این نوع گندم داد و ستد می‌شده و آن را در سرزمین یهود و اسرائیل می‌خریدند.

### زبان و فرهنگ
بخشی از نام‌های حاکمان و فرمانروایان مننائیان به زبانهای ایرانی هستند و بخشی نیز به زبانهای هوری-اورارتویی.
جامعهٔ مننا، سازمان قبیله‌ای را تا حدّ معتنابهی حفظ نموده بود. این نکته جالب است که متون اورارتویی دولت مزبور را «کشور مانا» (مانا نی‌ابانی- mana ni ebai) می‌خوانند ولی منابع آشوری تقریباً همیشه آن را کشور قبایل «مات منایی» می‌نامند. قبایل ساکن در سرزمین آذربایجان ایران (منا) در نیمهٔ اول هزارهٔ اول پیش از میلاد:
- قبیلهٔ مننائیان mât mannài
- قبیلهٔ سونبی‌یان sunbi قرن ۹ پ.م. کتیبهٔ شامشی آداد پنجم
- قبیلهٔ ته‌اورلی‌یان teurli قرن ۹ پ.م. کتیبهٔ شامشی آداد پنجم.
- قبیلهٔ دالی‌ییان dali قرن ۷ پ.م. کتیبهٔ سارگون دوم
- قبیلهٔ مسی‌ییان mee-c-i قرن ۹ پ.م. کتیبهٔ شامشی آداد پنجم.
- قبیلهٔ کوموردیان kumur di

## شاهان مننائی
- نیک دیارا (مک تیارا)[۲۳]
- اوُ آلکی
- ایرانزو
- آزا
- اولوسونو
- آخسری

## نگارخانه

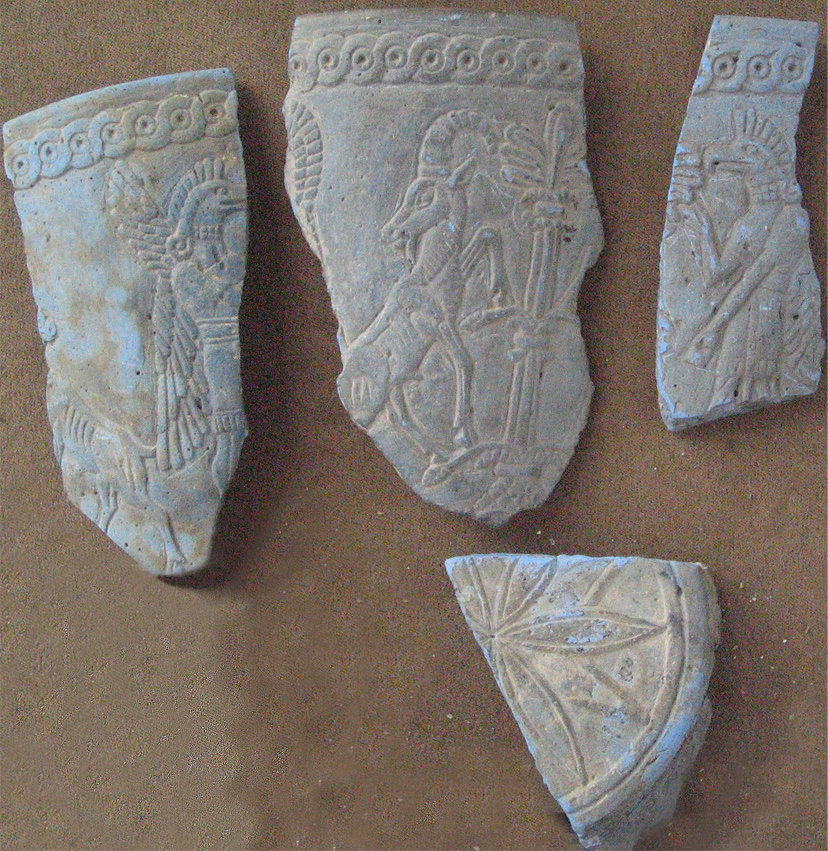
سفال منقوش از تپه حسنلو
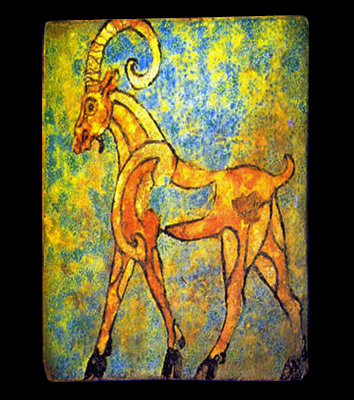
آجر منقوش از ایزیرتو پایتخت ماننا
جنگجوی مننایی
مردی مننایی با دژ خویش
تیرانداز مننایی
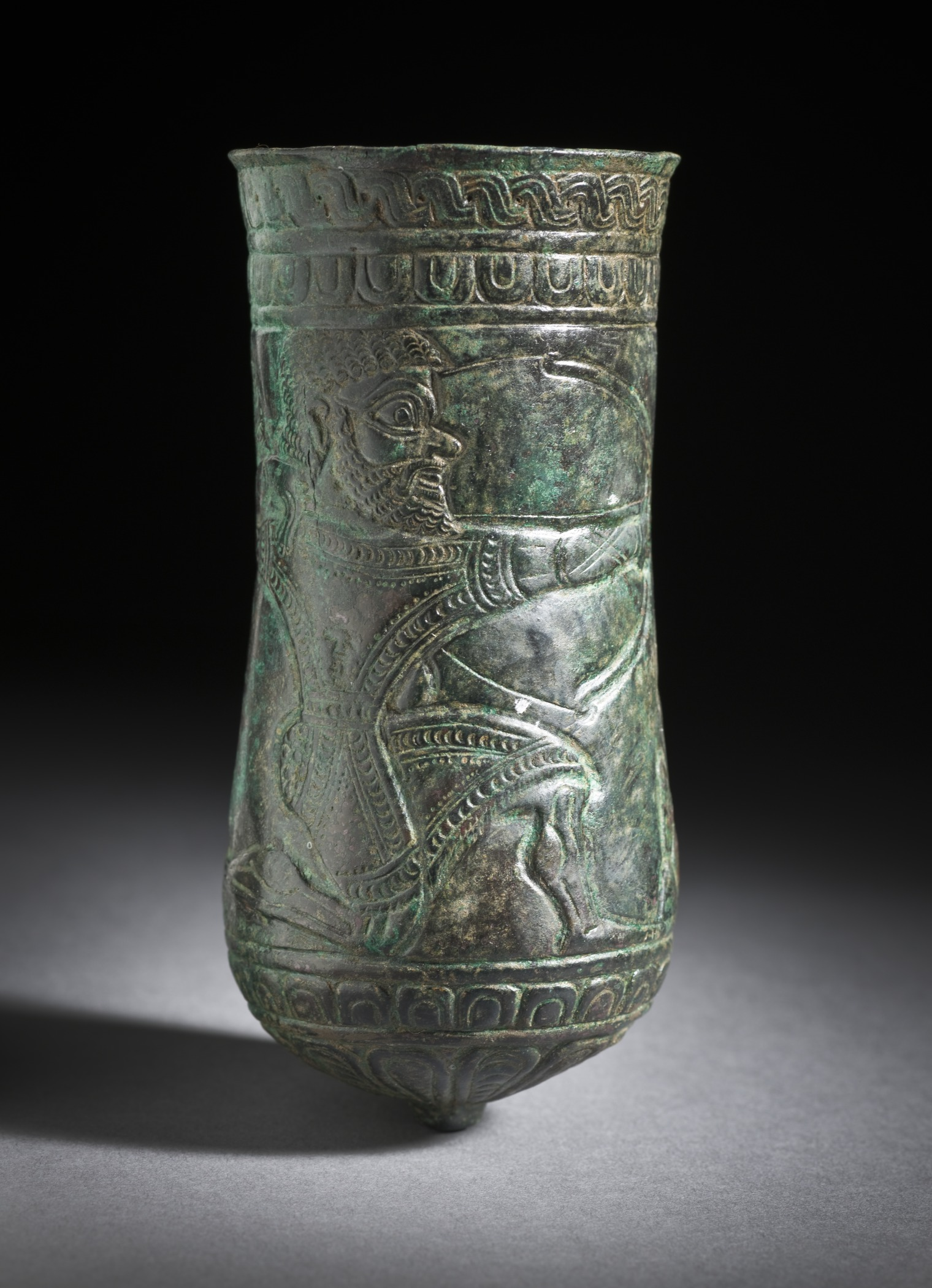
تیرانداز مننایی

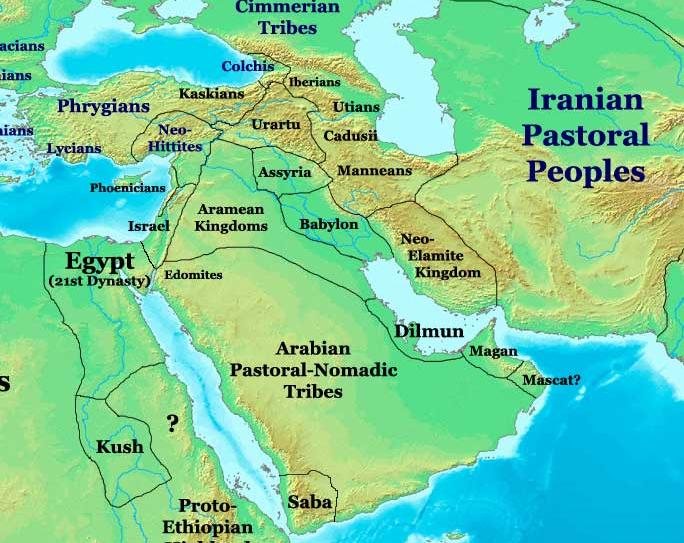
قلمرو مننائیان ۱۰۰۰ سال پیش از میلاد مسیح
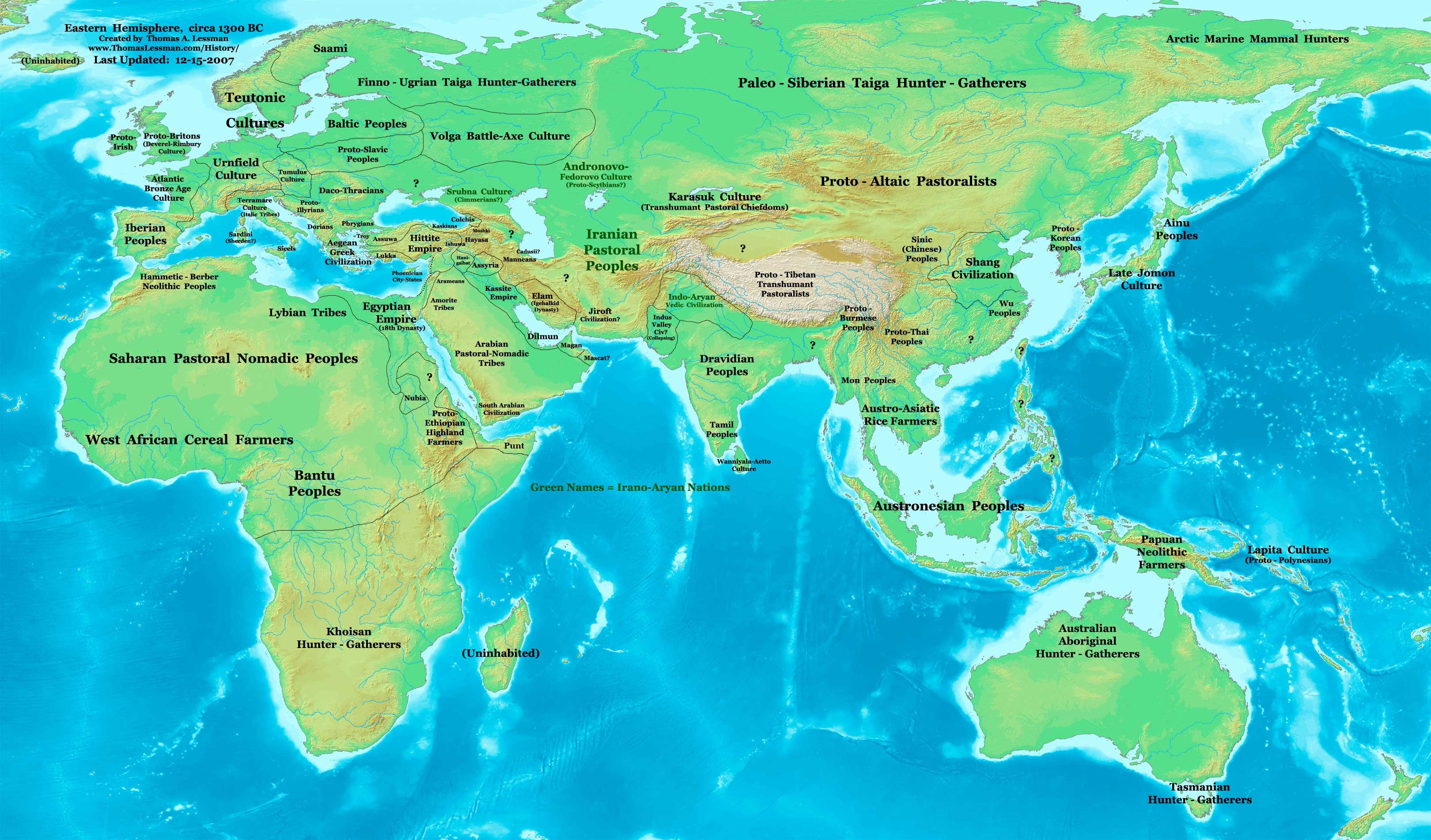
قلمرو مننائیان، سده ۱۳۰۰ قبل از میلاد مسیح